# Генетека
Генетека (Генеалогічна картотека) – загальнопольська база індексів метричних книг в проекті, реалізованому Польським генеалогічним товариством і опублікованому на сайті Польського генеалогічного товариства. Ресурси розробляються за допомогою волонтерів.

## Історія
У 2006 році Яцек Млоховскі створив Генетеку, натхненний загальнопольським індексом шлюбів до 1899 р., створеним Марком Мінаковським. Яцек Млочовски створив окремий проект, у якому до шлюбів також були приєднані народження і смерті, а коли він став президентом ПГТ, то Генетека автоматично стала проектом ПГТ. Наступними адміністраторами Генетеки були: Лешек Цвіклінскі, Марта Налазек( до 2014), Томаш Турняк. Першою парафією, ресурси якої були розміщені в Генетеці, була Бялобжегі біля Радома. Потім за погодженням з керівником Дирекції державних архівів Польщі був створений проект metryki.genealodzy.pl на основі фотозйомки ресурсів, єпархіальних і парафіяльних архівів

## Мета проекту
Метою проекту є створення загальнодоступної в інтернеті бази даних, що містить прізвища та імена осіб, які наявні в церковних метричних книгах окремих парафій. Намір творців генетики, як і інших метричних баз індексів, полягає у сприянні генеалогічного пошуку шляхом вказання парафії, року та іншої інформації, пов'язаної з потрібним прізвищем.

## Інші бази даних польських метричних індексів
- Загальнопольський індекс шлюбів до 1899 р.;
- Індекси метричних книг Померанії;
- База даних шлюбів з Великопольщі.

## Див. ще
- Індексація FamilySearch

## Зовнішні посилання
- Генетека - головна сторінка [Архівовано 14 березня 2019 у Wayback Machine.]
- Ресурси метричних індексів [Архівовано 28 березня 2019 у Wayback Machine.]
- / Загальнопольський індекс шлюбів до 1899 р.
- / Померанські індекси метричних книг [Архівовано 15 березня 2019 у Wayback Machine.]
- База даних шлюбів з Великопольщі
- Генетека для генеалогів-початківців [Архівовано 21 квітня 2019 у Wayback Machine.]